# Смерть комиссара
«Смерть комиссара» — картина советского художника Кузьмы Петрова-Водкина, написанная им в 1928 году.
На картине изображён один из моментов гражданской войны. Смертельно раненный комиссар упал на руки ординарца на фоне красноармейцев, уходящих вдаль. Композиция представляет собой сочетание голубых, зелёных и охристых цветов, в результате чего полотно производит впечатление пластически цельной работы. Картина стала воплощением идей «сферической перспективы» и «трёхцветия», результатов творческих исканий Петрова-Водкина, впервые затронутых в работе «На линии огня» (1916). «Смерть комиссара» была написана в 1928 году, к 10-летию Рабоче-крестьянской Красной армии. Экспонировалась на выставке «X лет Красной Армии» и 10-й выставке Ассоциации художников революционной России. Хранилась в коллекции Центрального музея Вооружённых Сил, а в 1962 году была передана в Государственный Русский музей, где и находится в настоящее время.

## Контекст и предыстория

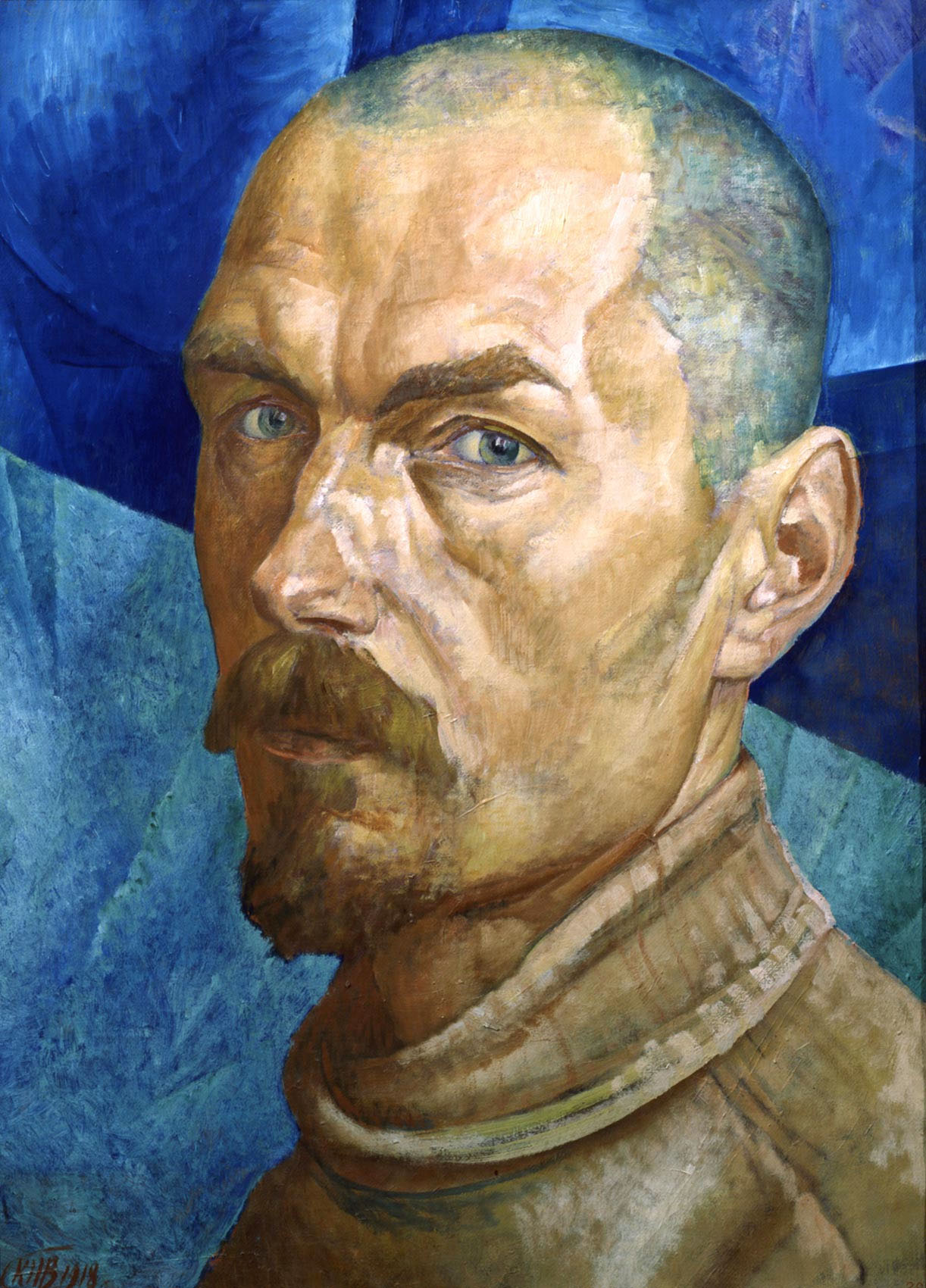
Автопортрет, 1918 год

Кузьма Петров-Водкин сразу и безоговорочно принял Октябрьскую революцию. После закрытия летом 1918 года Академии художеств он занял пост профессора живописи в только что созданном взамен Высшем художественном училище. Вскоре оно было реорганизовано в Петроградские свободные художественные мастерские, но и там Петров-Водкин занял руководящий пост. Вместе с группой молодых художников он занялся оформлением революционных празднеств и к первой годовщине октября в 1918 году украсил площадь у бывшего Мариинского театра огромными панно с изображениями народных героев, в числе которых были Степан Разин и Микула Селянинович. Вместе с тем Петров-Водкин уделял большое внимание философско-теоретическим проблемам искусства, рассуждал о его месте в современном мире, о цвете и форме, о путях взаимоотношения человека и окружающей среды, что вылилось в разработку им в 1917—1920 годах концепции о «науке видеть». Увидев серьёзный разлад во взаимоотношениях людей и природы, Петров-Водкин писал, что «человек знает круглоту земли, её движение на оси и по окружности центра — солнца, но он никак не ощущает этого: его глаз не видит, ухо не слышит своей планеты», и так как люди не могут более без специальных приспособлений воспринимать стороны света и положение солнца, произошёл «разлад человека с жизнью планетарной». Исходя из понятия «планетарности», заключающегося в том, что все предметы, включая человека, испытывают на себе влияние окружающей среды, Петров-Водкин приходил к вопросам о целях и задачах искусства, восприятии художественного произведения, примыкая к представителям «русского космизма», таким как Бердяев, Вернадский, Фёдоров, Циолковский. При этом, несмотря на внешнее семантическое подобие космизма и планетарности, Петров-Водкин трактовал последнее понятие в узком смысле слова, то есть как органичное взаимодействие человека и окружающей его природной среды, связь между солнцем, землёй и предметом.
Рассуждения Петрова-Водкина о форме и цвете как общем для человечества языке, и о живописи, предназначенной быть предметом, а не изображать предмет, выразились в создании им теорий о «сферической перспективе» и «трёхцветии», которые он взял за основу метода преподавания в Академии художеств; он также излагал свою концепцию в соответствующих статьях, докладах и лекциях. При этом Петров-Водкин предпочитал более художественную формулировку «живая видимость» вместо «сферической перспективы», понятия, не всегда применимого к его пространственным построениям, близким более к перцептивной перспективе. Критики утверждали, что в работах Петрова-Водкина «выпуклая поверхность центра, надвигаясь на зрителя, целиком заполняет поле зрения и вытесняет пространство периферии; при этом вытесняемая (вогнутая) поверхность как бы „охватывает“ зрителя со всех сторон», создавая эффект «вхождения» в картину. При этом, «Петров-Водкин не расщепляет предмет подобно кубистам или футуристам, но он в какой-то мере „расщепляет“ пространство», используя приём «монтажа впечатлений» для создания трёхмерной реальности.

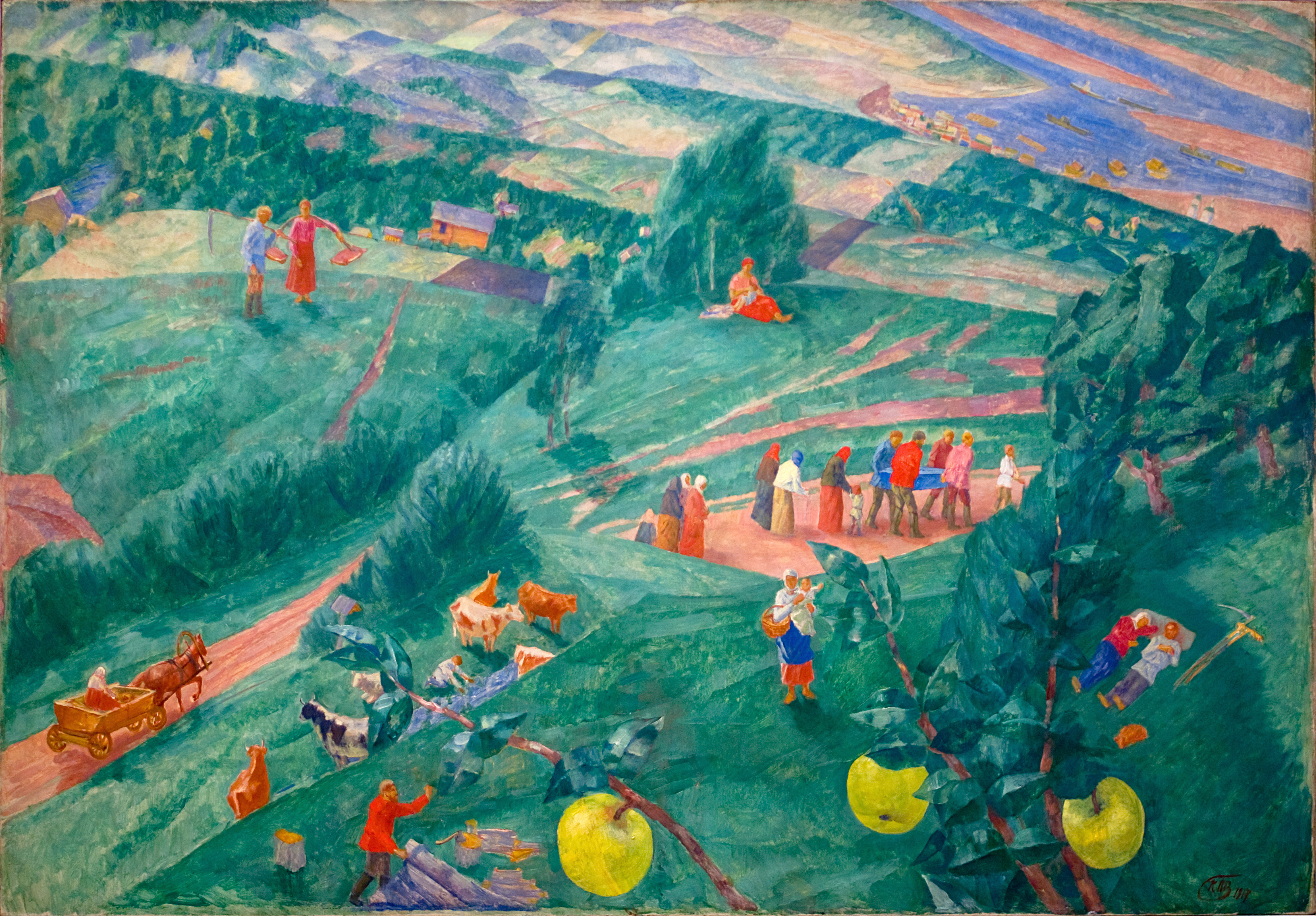
«Полдень», 1917 год

Планетарно-космическое миропонимание открылось Петрову-Водкину житейским образом, во время реального падения, когда он, по собственным словам, «увидел землю как планету», что и сподвигло его на открытие сферической перспективы. «Трёхцветие» же по Петрову-Водкину, или «трёхцветка», что он сам считал «дурным» названием, есть гармония трёх основных цветов — красного, синего и жёлтого, подобранных по принципу «контраста и сходства» и развивающих «художественную традицию философского подхода к цвету в живописи», а именно то, что он пришёл «к теории, которую пережил довольно скоро» — «к монохрому на том основании, что если я опрощаю форму, то я вынужден также опростить и цвет». По оценкам критиков, из-за применения трёхцветия в отдельных работах Петрова-Водкина имеется «некоторая резкость цветовых сочетаний», которая однако не вызывает у зрителя диссонанса, так как соответствует выразительной фиксации особого философического мыслечувствования автора. Также указывалось, что Петров-Водкин часто помещал «своих героев на вершины гор или холмов, трактуя поверхность земли как абстрактно-геометрическую форму, лишь „орнаментированную“ цветом. Восприятие двоится: с одной стороны, мы как бы в упор видим структуру почвы, но, с другой стороны, такой геометрической мозаикой предстаёт земля с высоты птичьего полета». В центре или у переднего края его картин видна выпуклая возвышенность с «крупномасштабно изображёнными на ней фигурами людей и окружающим её при сильном масштабном „разрыве“ поясом подножия, несущим резко уменьшенные в размерах природные и рукотворные детали пейзажа», что приводит к появлению разнонаправленных перспективно-пространственных контрастов. Ярким примером этих исканий является картина «Полдень» (1917), в которой зрителю на одном полотне показаны все этапы человеческой жизни: от рождения, труда, любви и материнства до смерти; сюжет, навеянный художнику похоронами собственного отца. Своеобразное пластическое видение возвышенности, холма, горы, развитые Петровым-Водкиным идеи «трёхцветия» и «сферической перспективы» заняли ключевое место в его зрелом творчестве и полностью выразились в картине «Смерть комиссара» (1928).

## Создание

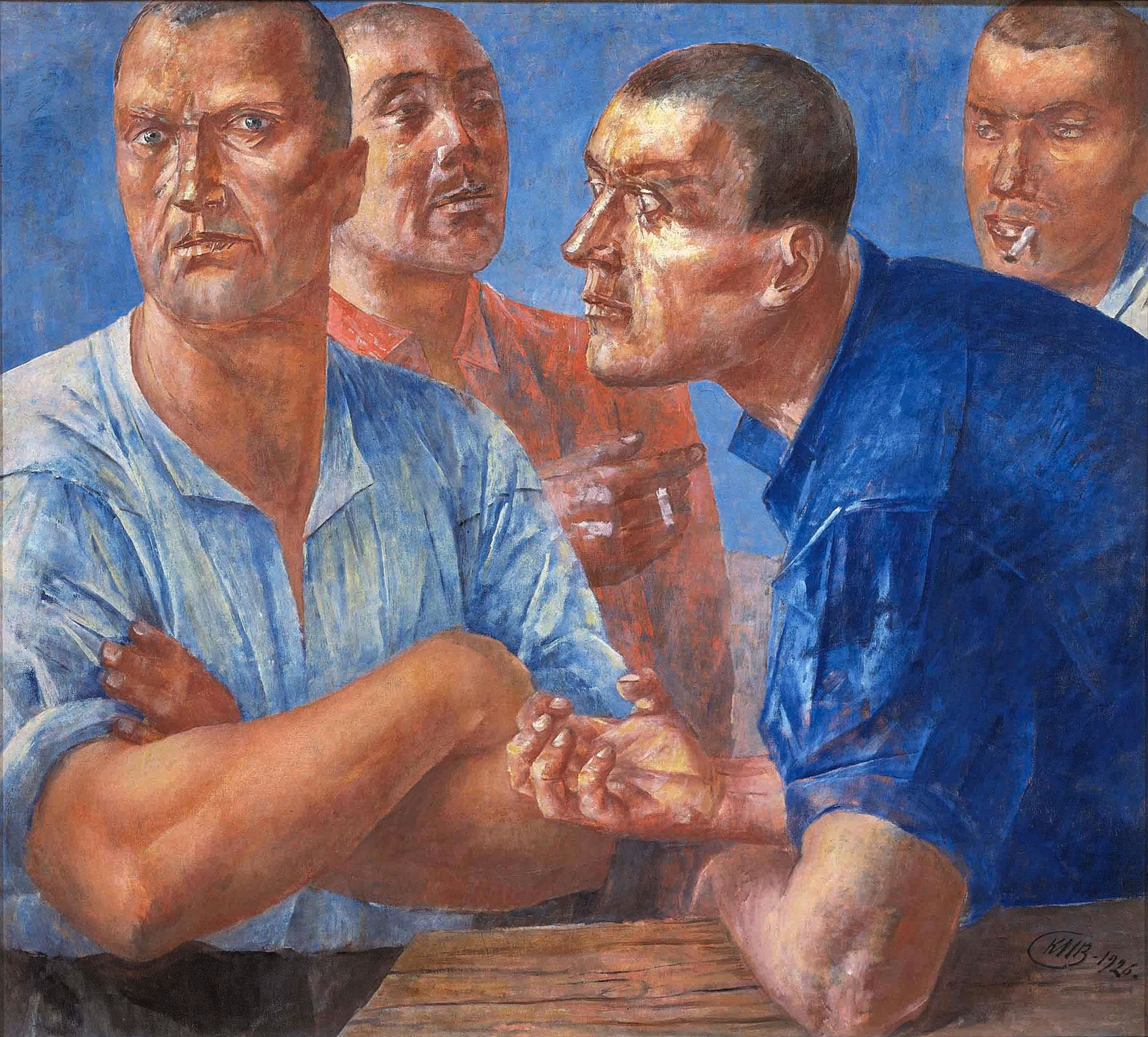
«Рабочие», 1926 год

«Смерть комиссара» задумывалась к юбилею — 10-летию Рабоче-крестьянской Красной армии. К написанию картины Петров-Водкин приступил весной 1927 года, однако на поиск героя, разработку композиционных решений и воплощение всех задумок на полотне ушёл целый год. В ходе работы над картиной, завершившейся лишь в 1928 году, Петров-Водкин создал несколько эскизов маслом и карандашных рисунков. Примечательно, что «Смерть комиссара» была создана после того, как художник поселился в квартире на втором этаже лицейского здания в Детском Селе, где его творчество обогатилось многими важными работами. Среди подготовительных рисунков к «Смерти комиссара» особо стоит отметить один эскиз, послуживший основным прообразом композиции, но отличающийся от окончательного варианта картины изображением главного героя, написанного в качестве просто умирающего человека с потухшим взглядом и обессиленным телом, которое поддерживает боец с винтовкой в руке. Позднее, выступая в 1937 году в Ленинградском отделении Союза советских художников с творческим самоотчётом, Петров-Водкин вспоминал, что писал «„Смерть комиссара“ в двух вариантах: в первом варианте (который находится в Третьяковской галерее), когда комиссар умер, и во втором варианте, когда комиссар ещё жив». Здесь Петров-Водкин, по собственным словам, затронул «вопросы типажа рабочего», берущие исток в групповом портрете «Рабочие» (1926), запечатлевшем довольно механистичных и неприятных, разговаривающих о чём-то приземлённом пролетариях, который он создал, отметив в своего рода оправдание — «для освоения и выяснения себе человека того времени, тех дней, живущего рядом со мной. Кто же он, который сдвинул страну с мёртвой точки».

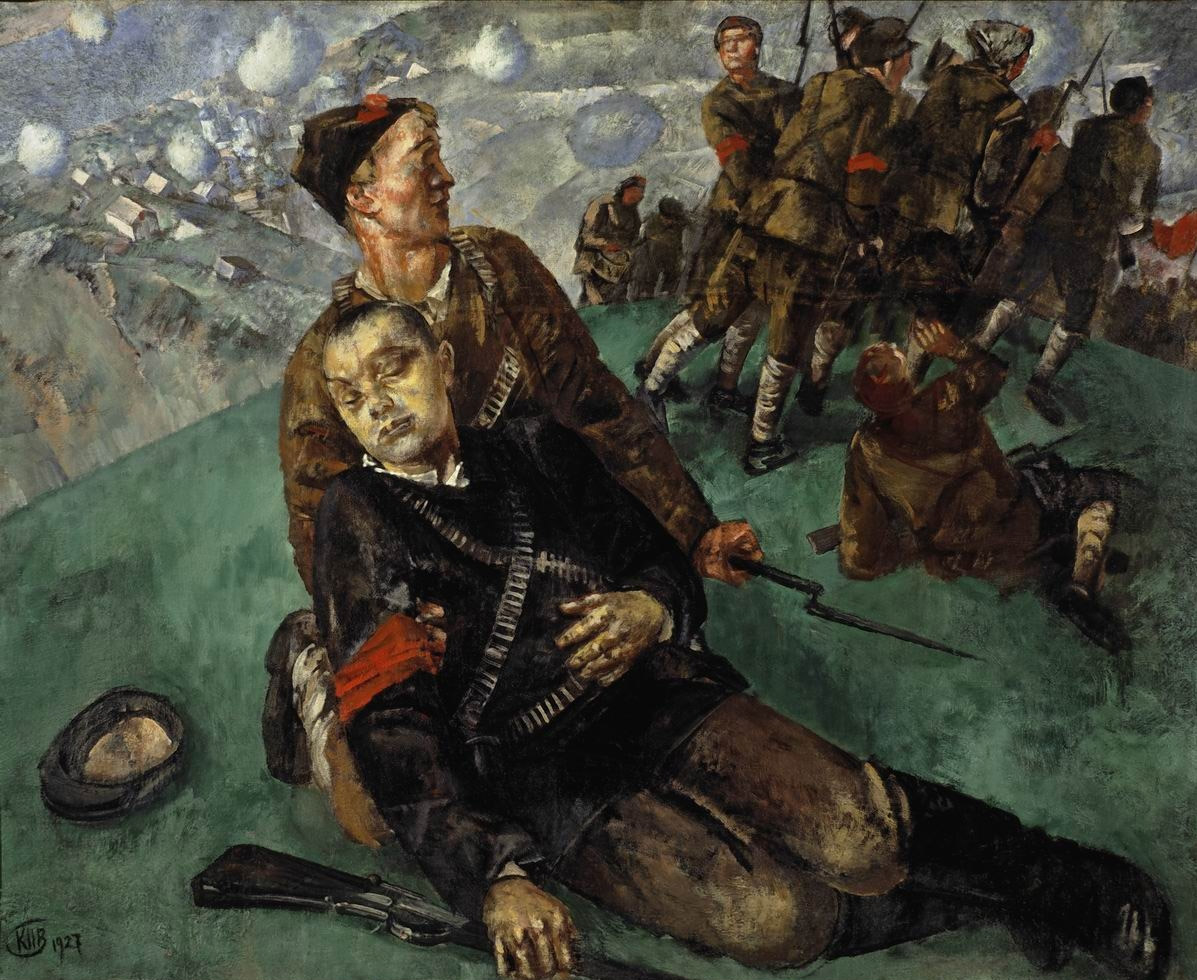
Первоначальный эскиз маслом
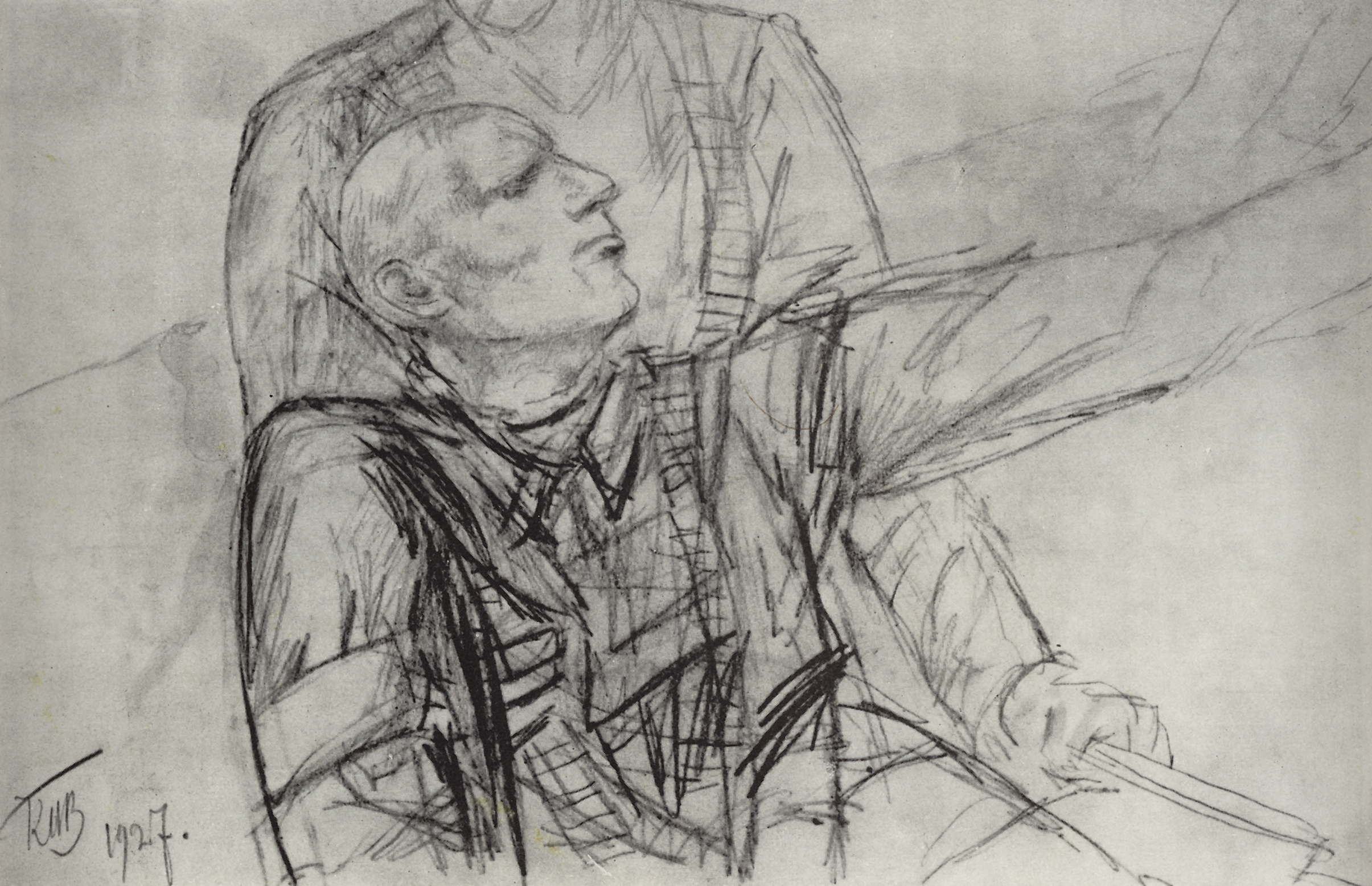
Рисунок к переработанной композиции

Посчитав, что «в „Смерти комиссара“ — участвует вся страна, превалирует рабочий класс», Петров-Водкин задал себе самому вопрос — «Кто он? Что он? Он — типографический рабочий (так я решил где-то внутри) в Питере, он с Волги, а раз это так, то в нём должно быть что-то татарское или мордовское. Он — нацмен. Такие мысли, конечно, раньше в голову не приходили, и здесь самое трудное найти типаж», ведь «комиссар — это, в сущности, просто красивый милый юноша, который умирает». Отчётливо представляя себе личность своего героя, Петров-Водкин однако остался не удовлетворён решением образа комиссара и в целом всей композиции, выполненной в умозрительно-литературной форме и оттого, по его мнению, чересчур вяловатой и описательной. В конце 1927—начале 1928 года Петров-Водкин придал главному герою картины совсем другой, портретный образ, прототипом для которого послужил поэт Сергей Спасский. Широкое восточное лицо сменилось на характерное нервное лицо Спасского с глубокими впадинами глаз, предопределившее облик комиссара, который теперь отличался повёрнутым уже вправо резким профилем заострившегося лица смертельно раненного человека. В то время как общая композиция, включая пейзаж и группу наступающих бойцов, практически не подверглась изменениям, благодаря иному пластическому решению находящейся на первом плане группы с умирающим комиссаром, смысловая нагрузка полотна значительно обострилась. Примечательно, что дочь Петрова-Водкина, Елена, вспоминала: «Когда я вглядывалась в эту картину, я разревелась. Прямо взахлёб. Папа испугался: „Что с тобой?“. „Я не хочу, чтобы он умирал“. Я переживала. Все эти картины через меня проходили». Сам же Петров-Водкин отмечал в ней «чисто формальную ценность, это, как будто одним росчерком построенная большая композиция. В этом её удача… И удача эта может быть объяснена тем, что я был глубоко захвачен этим сюжетом».

## Композиция
Картина размерами 196 × 248 см написана маслом на холсте. Слева внизу подпись: КПВ 28. В основу сюжета положен эпизод одного из жестоких боёв гражданской войны.
Отряд не заметил
Потери бойца
И «Яблочко»-песню
Допел до конца.
Лишь по небу тихо
Сползла погодя
На бархат заката
Слезинка дождя…

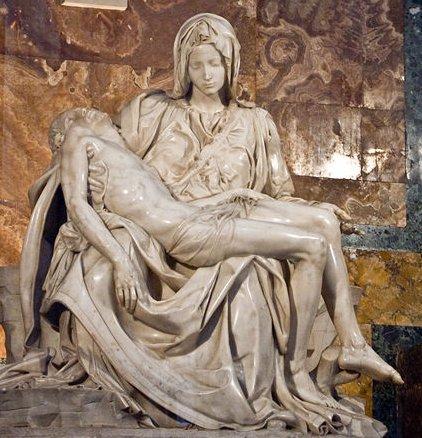
Пьета, Микеланджело

Смертельно раненный комиссар падает на руки своего верного ординарца, который подхватил и пытается удержать его безжизненное тяжелеющее тело. Оставаясь с комиссаром, одновременно красноармеец тянется подхватить свою винтовку и поспеть за удаляющимся отрядом бойцов. Их суровые и сосредоточенные лица грубо вылеплены, но не лишены индивидуальности, что можно заметить в облике одного из бойцов, обернувшегося посмотреть в последний раз на своего комиссара. Критики по-разному трактуют поведение бойцов: либо они не заметили, либо не осознали смерти того, кто вёл их отряд, или вовсе списали комиссара в разряд «безвозвратных потерь». На второго, упавшего подальше подстреленного красноармейца тоже никто не обращает внимания, он остался на дороге, а товарищи ушли. Не замедлив решительного шага, бойцы продолжают неуклонное движение вперёд в непонятном направлении и кажется, что они вот-вот скроются за округлым горизонтом и будто провалятся в яму на той стороне земли. Этот сюжет перекликается со строками из стихотворения Михаила Светлова «Гренада», так как по мнению критиков, во времена гражданской войны даже самые романтичные и наивные искренне верили, что ради светлого будущего, для такой высокой цели не жаль ни чужой, ни собственной жизней, так как «движение больших социальных масс — всё, а отдельно взятая жизнь отдельного человека — ничто». В то же время в изображении центральной группы и смерти комиссара можно увидеть отсылку к Пьете, библейскому сюжету, популярному у итальянских мастеров эпохи Возрождения.
Комиссар грузно осел на землю, обутые в солдатские сапоги ноги отяжелели, правой рукой он ещё продолжает сжимать винтовку. Устремлённая вдаль голова комиссара с зачёсанными волосами обнажена, черты лица стали резкими, а само оно побелело, на чисто выбритом подбородке выступила голубизна, а видимая скула приобрела костяной блеск. Мертвенно-бледный комиссар своим невидящим взглядом, в котором нет ни надежды, ни призыва, смотрит в небо, глаза его уже затуманены смертью, но он видит свет. Да и в облике поддерживающего его солдата нет ни стенаний, ни горя, ни гнева, будто так всё и бывает в жестоком бою — драматически правдиво и предельно честно, без наносного пафоса и патриотической патетики. Именно глазами комиссара зритель видит окружающий мир — огромный, как планета, и одновременно близкий и осязаемый, резко динамичный и застывший. По оценкам критиков, планета на полотне накренилась, завалилась, поплыла сама по себе куда-то вбок, она продолжает поворачиваться вокруг своей оси и невзирая на смерть комиссара уходит в пространственную бесконечность. Представляющая собой смесь глины, песка, камней, холмиста, земля изрыта оврагами и взгорьями, покрыта камнями и редкой травой. Вдали за косогором раскрывается вся её глубина с плывущими высоко облаками, плавными силуэтами бледно-зелёных пашен и холмов, вьющейся лентой синей реки, дальними сёлами с будто игрушечными домами и церквями, утопающими в сиреневом чарующем мареве. Но всё это ушло далеко, в волшебные голубые дали, и достать до этих сказочных мест теперь можно только обнимающим всю землю взглядом. Изображённый пейзаж представляет собой обобщённый образ Родины, а шире — и самой планеты Земли, за которую ведут бой накренившиеся к земле красноармейцы. Благодаря приёму «сферической перспективы», позволяющему зрителю поставить себя на место центрального персонажа картины, частная трагедия — последнее мгновение жизни комиссара, переданное очень спокойно и без катастрофических восклицаний, — приобретает воистину планетарное, общечеловеческое значение, достигая философского, символического звучания героической жертвенности, утверждающей революцию. Но, несмотря на весь романтический пафосный гимн революции — она скоротечна и эфемерна, и её гибель, как и смерть этого комиссара, не удержится в памяти тех, кого революционные события вызвали к жизни.
Колористически картина выдержана в едином, цельном стиле — гармоническом и декоративном сочетании голубых, зелёных и охристых цветов, в суровых тонах, что является характерной чертой Петрова-Водкина. Акценты, сделанные на центральной группе, уходящем отряде и деталях пейзажа, привлекают внимание зрителя и позволяют при всей многоплановости судить о полотне как о пластическом целом. Взгляд зрителя первым делом останавливается на умирающем комиссаре и поддерживающем его красноармейце. Далее он двигается вправо по направлению поворота головы комиссара к уходящим бойцам, а затем влево — к простору пейзажа с облачками снарядных разрывов, но потом снова возвращается к центральной группе. Цветовая схема помогает ощутить глубину пространства, лёгкость и прозрачность голубоватой дымки, материальность предметов и значительность фигур. Исключением здесь является фигура комиссара, исполненная в сочетании чёрных и красных тонов кожанки и нарукавной повязки, перекликающихся с лентами и знамёнами бойцов, что придаёт картине элемент напряжённости, драматизма, торжественности, а образу умирающего — траурную скорбность. При сравнении не очень убедительного наклона фигур уходящих красноармейцев и будто застывшего движения поддерживающего комиссара ординарца можно разглядеть противопоставление стремительного и насильственно остановленного движения. Комиссар до последнего тянется к уходящему отряду, передавая ему свою твёрдость духа и веру в победу революции, оттенённые физическими страданиями умирающего. Некоторую неудачность изображения военных моментов Петров-Водкин компенсировал чувственностью происходящего на полотне, реалистичном и полностью отвечавшем стандартам того времени.

## Восприятие и параллели

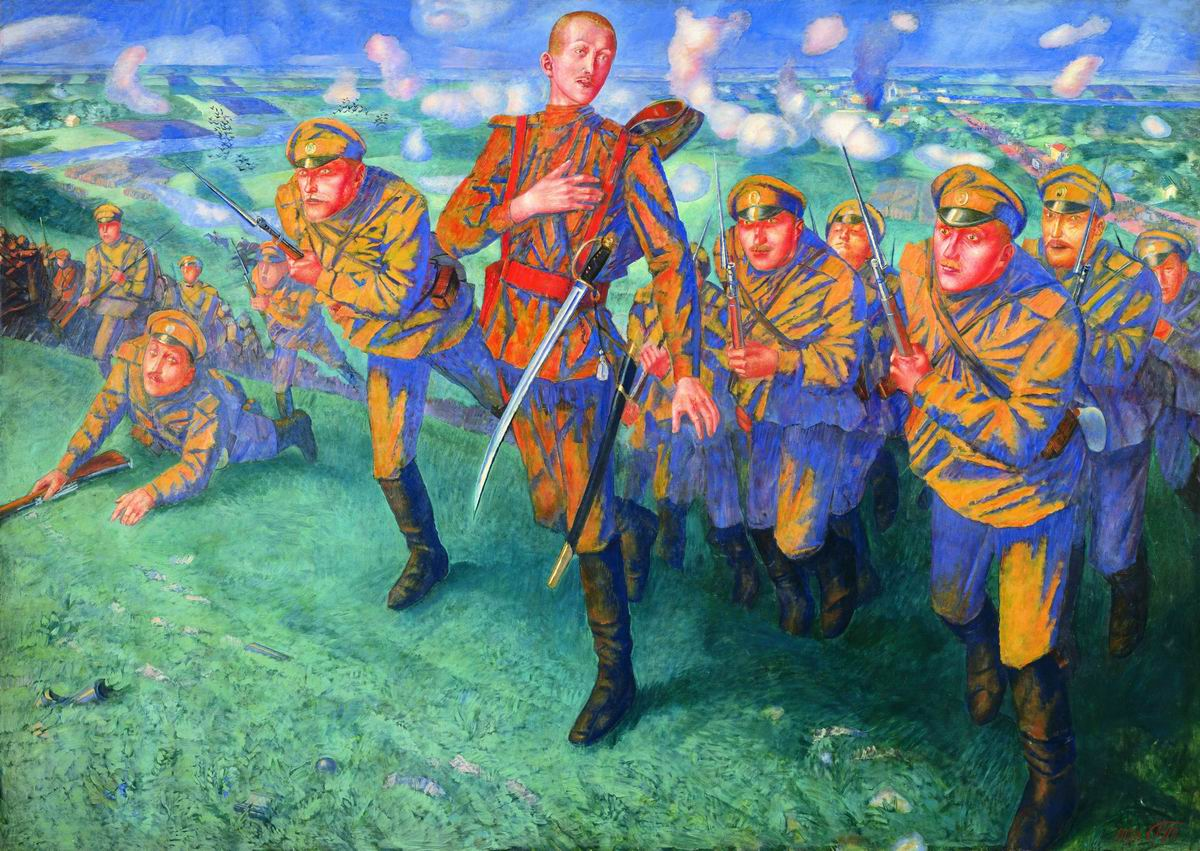
«На линии огня», 1916 год

«Смерть комиссара» составляет своеобразную трилогию вместе с работами «На линии огня» (1916) и «После боя» (1923). Данные полотна были навеяны событиями Первой мировой и гражданской войн, тогда как творческие новации Петрова-Водкина в целом оказались веянием времени, в частности, его выводы о зависимости цвета от формы оказались сродни идеям Василия Кандинского, а теория «сферической перспективы» близка концепции «расширенного смотрения» Михаила Матюшина.
Полотно «На линии огня» является первым обращением Петрова-Водкина к исторической тематике, решенной в видении им конкретного события как чего-то отвлеченного. Как писал художник, «это мой первый политический ответ на историю того момента, которым был захвачен мир». Широкая панорама России видна за спинами солдат, идущих в штыковую атаку прямо на зрителя. Эти простые русские парни уже не принадлежат себе, а их оцепенелые лица с надвинутыми на глаза фуражками уже не похожи на человеческие. Солдаты, заведённые войной и загипнотизированные страхом, подчинены бою и идут ему навстречу, не понимая того, что здесь есть только один выход — смерть. Как замечал Лев Мочалов, «только смертельно раненный поручик выпадает из их ряда, становится непохожим на ещё живых — с застывшими масками вместо лиц, — словно внезапно вспомнив о своей душе, о своем ином предназначении. В этот трагический миг он перестает быть „со всеми“ и становится „одним“, то есть личностью, которая в представлении художника — ценой смерти! — как бы обретает ореол святости. Концепция картины — несомненно христианская, причем — обострённодуалистическая». Одухотворенно преобразившийся отрешённый и утонченный лик прапорщика, будто сошедший с икон, отличается большей живостью на фоне маскообразных лиц остальных солдат, намекая на метафору «живой», преодолённой смерти, и перекликаясь со словами Бердяева о том, что «пока царит „природа“ и санкционируется „разумом“, ужас смерти и умирания властвует над человеческой жизнью. Ведь действительно все надежды наши, надежды переживших трагедию связаны с непрочностью „природы“, с возможностью разрушить „закономерность“. Преодоление смерти, основы всякой трагедии, и есть преодоление природы, преображение её». Этот молодой офицер, не осознав того, что с ним случилось, нелепо вытянулся и продолжает идти, непроизвольно потянувшись своей рукой к груди, к сердцу. Он обретает ореол святости и снова становится человеком, найдя по-видимому свой выход. Смерть офицера поэтизирована и красива, но при этом невольно заставляет задуматься о целях и смысле этой войны.

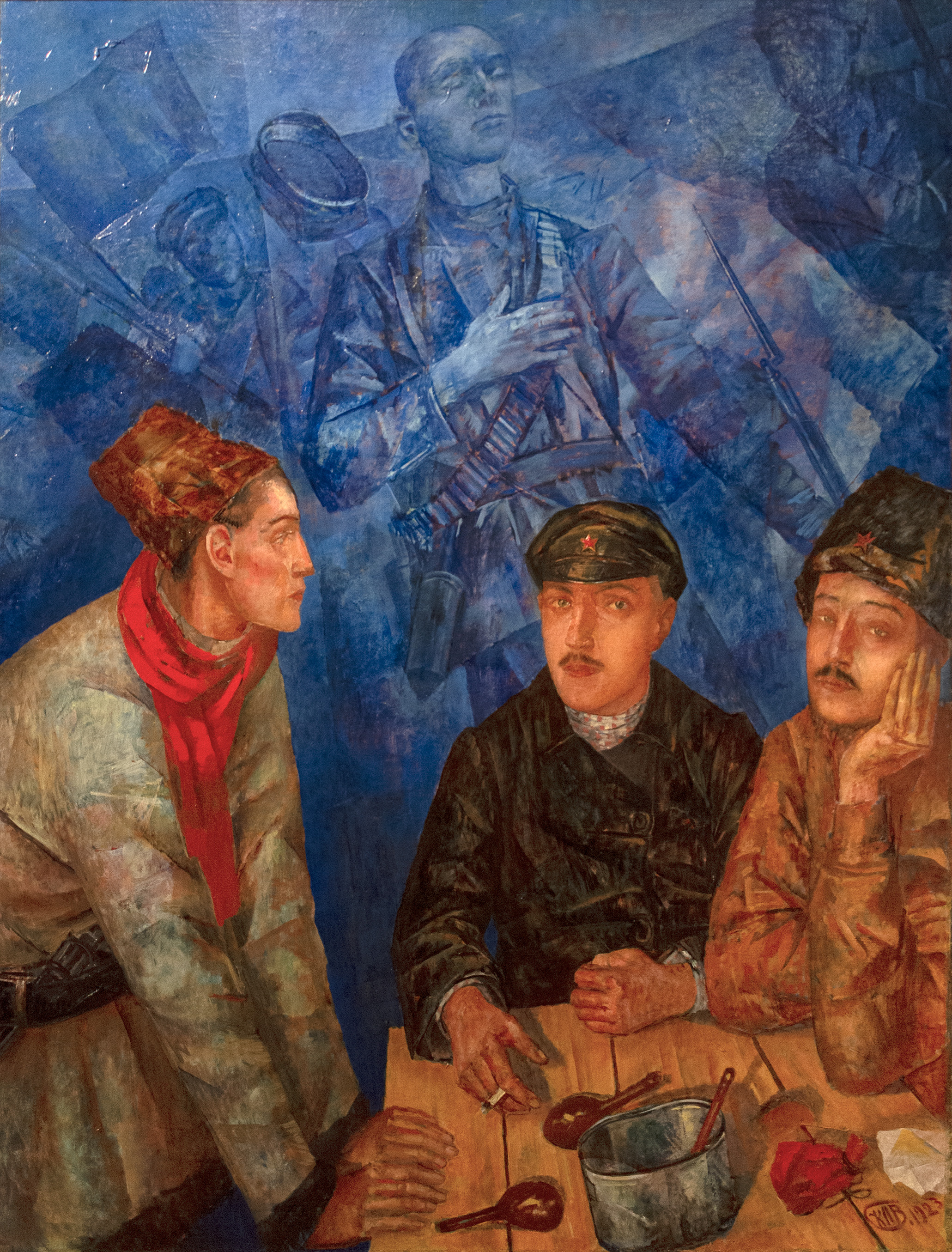
«После боя», 1923 год

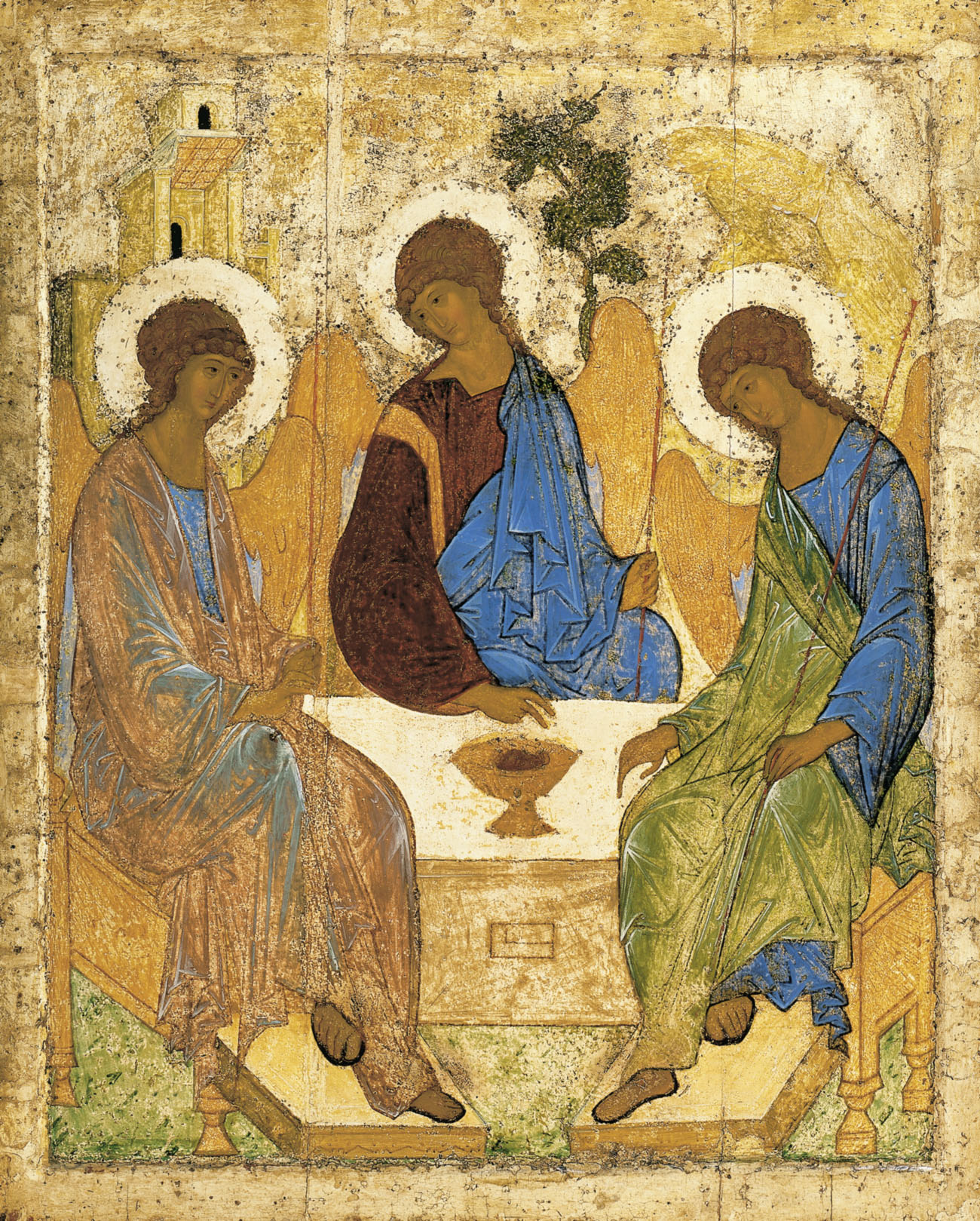
«Троица», Рублёв

«На линии огня» и «Смерть комиссара» сильны обобщающим, символическим началом, наполнены планетарностью, а также тревожным ощущением опасности, связанной с социальными катастрофами и реальными событиями действительности. В этих полотнах, «мотив одолевающего или одолевшего высоту восхождения» чередуется с «мотивом своего рода „нисхождения“ или „исхода“, порой катастрофически стремительного и угрожающего», но и напоминающего добровольные акты своего рода мистериальной жертвенности или мученичества: «горнее и дольнее осуществляют в жертве последнюю Встречу». Обе работы также намеренно лишены противоборства монархистов и революционеров, русских и немцев, а значит зла, мерзости и дисгармонии. Сравнение этих двух работ напрашивается само собой и даже проводилось сами Петровым-Водкиным, так как они посвящены смерти в бою, при этом «Смерть комиссара» является также прямым продолжением картины «После боя» (1923), тоже наполненной темами жизни, жертвенности и погибели, решёнными впервые для художника в образах революционеров. Довольно романтизированная композиция включает в себя трех бойцов, погруженных в печальные воспоминания о погибшем командире, сцена смерти которого изображена на втором плане полотна. Сочетанием этих планов соединяются и разъединяются будто два мира: живой, окрашенный в теплые охристые тона, и другой — загробный — иссиня-холодный. Разорвав временную последовательность повествования и соединив два эпизода, происходивших в разное время, Петров-Водкин выразил своё понимание смерти в бою как человеческой утраты, скорбь о которой подвигает на продолжение борьбы, «ибо человек погибает во имя общего дела, во имя мечты, которую продолжают нести его товарищи». Лица комиссаров схожи с офицерскими, а командир весь списан с «На линии огня» — такая же стриженная голова с такой же падающей с неё фуражкой, за исключением портупеи, заменённой из революционных соображений на пулеметную ленту. «После боя» наполнена мотивами древнерусской живописи, так, критики сравнивали трёх комиссаров с «Троицей» Андрея Рублёва; в частности, Николай Пунин отметил в картине «триединое и неподвижное созерцание, словно три души равной полноты духа или видения сошлись, чтобы в мистической белизне испытать свое смирение и свою мудрость перед жизнью, страданиями и её скорбью».

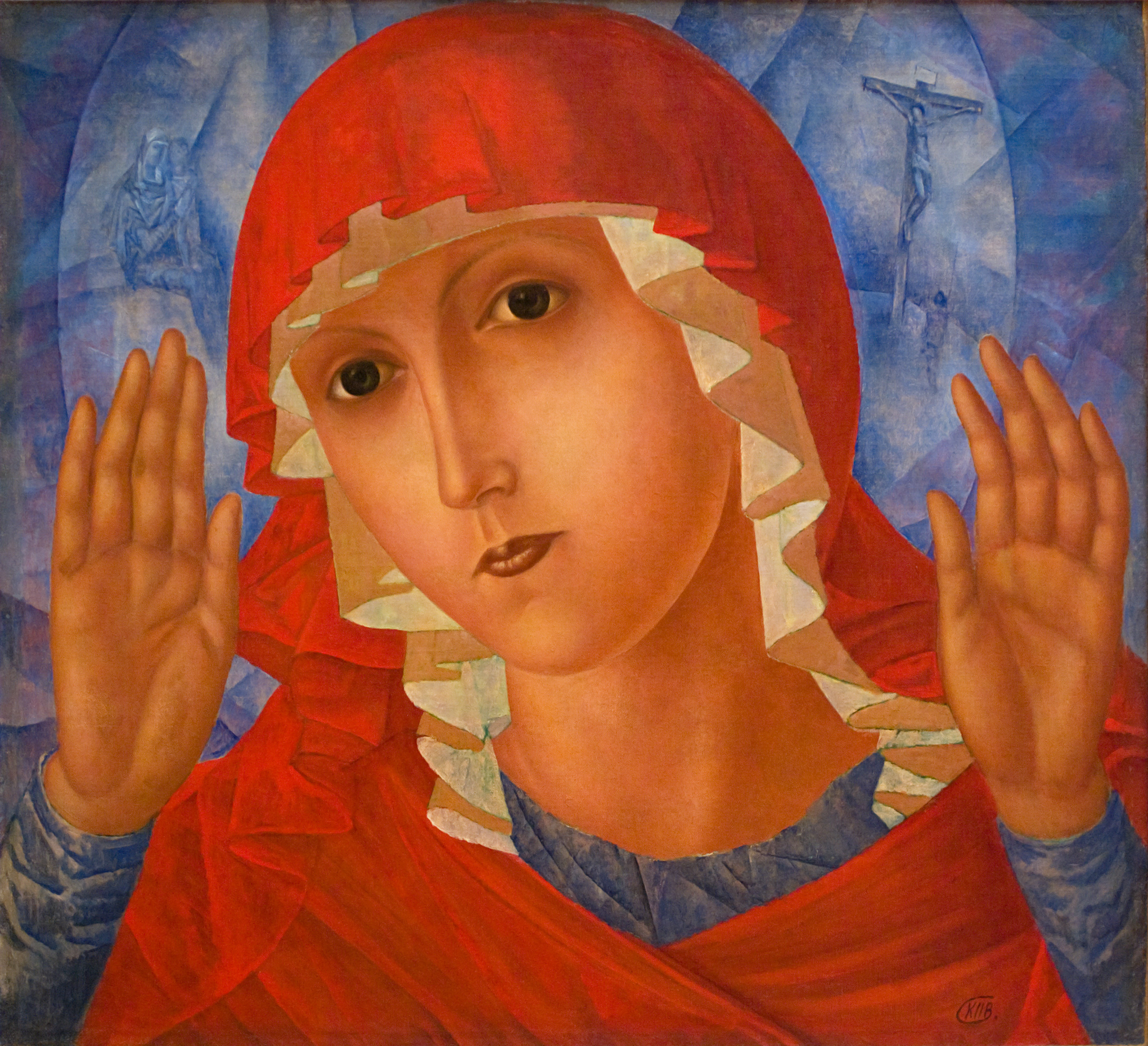
«Богоматерь Умиление злых сердец», 1915 год

В отличие от «После боя», в «Смерти комиссара» временная разорванность повествования преодолевается и сюжет концентрируется в одном узловом моменте. Как отмечают критики, «напряженно приподнятая голова комиссара, словно задающая перспективу героического восхождения, и хрупко балансирующая поза как бы смиренно клонящегося к земле молодого поручика» объединены моментом «катастрофически» просветляющего духовного преображения и образом «святой смерти». Ноги их едва касаются земли, что Петров-Водкин сам объяснял желанием изобразить людей в момент, когда они пока ещё находятся на пути в духовный мир, собираясь взлететь подобно святым с икон. Их одновременно тянет к земле и влечёт воспарить к небесам, что особенно заметно на примере неестественно легкого «подпрыгивающего» шага уходящих бойцов в «Смерти комиссара» — они "как бы борясь с «невесомостью, упорно одолевают отведенное им пространство, осваивая его, скорее, не вдаль, а ввысь», что отсылает к словам самого Петрова-Водкина: «Ощущение преодоления „пространства“. […] Будет побежден закон тяготения! С этого начнется новая эра! „Смерти нет!“ — этот лозунг всех религий осуществится. Есть сумма энергий, ищущих формы для проявления. Человек, добрая форма, ещё не довершила развития…». Здесь стоит отметить высокую степень внутренней страстной религиозности художника, мировоззрение которого было близко к идеологии так называемого «эстетического христианства», почерпнутого у Владимира Соловьёва младосимволистами первых лет советской власти, среди которых был и Андрей Белый, давний друг Петрова-Водкина. Впоследствии, уже в советское время, опасаясь возможных трагических последствий в ходе нараставшей в то время борьбы с контрреволюцией, Петров-Водкин на творческих диспутах всячески отрицал прямую связь «После боя» и «Смерти комиссара» с картиной «На линии огня», каялся за неё и за «Богоматерь Умиление злых сердец», ещё одну свою работу времён Первой мировой войны; такое открещивание художник объяснял тем, что «оказывается, все эти массы серого пушечного мяса не мыслили в тот момент, они перли на линию огня и умирали» и «оказывается, что за пять лет солдатов нет, а есть красноармейцы, красногвардейцы, что-то другое. К ним я чувствую какую-то внутреннюю нежность».

## Судьба
Картина «Смерть комиссара» подвела итог живописным и философским исканиям Петрова-Водкина, заняв самое важное, центральное и значительное место в позднем периоде его творчества и став одним из этапных произведений советского изобразительного искусства. В 1928 году в Москве открылась выставка «X лет Красной Армии» и одновременно 10-я выставка Ассоциации художников революционной России, пользовавшейся покровительством государства. На ней были показаны работы и не входивших в АХРР художников, в том числе и Петрова-Водкина как члена объединения «Четыре искусства», представившего там картину «Смерть комиссара». Это полотно было признано шедевром выставки, а художественный критик Яков Тугендхольд даже назвал его просто «гвоздём» всей экспозиции.
В мягких, почти сентиментальных тонах, напоминающих народную песню, Петров-Водкин даёт нам страницу великого эпоса красноармейской войны — раненый комиссар «отходит», покрываясь смертельной бледностью, а его товарищи-бойцы несутся вперёд — боевой приказ должен быть выполнен. Мы часто злоупотребляем понятием «социальный заказ», но именно это понятие с полным правом может быть отнесено к картине Петрова-Водкина, сумевшего не внешне, а изнутри, в полном созвучии с психикой масс, почувствовать великую правду той героической эпопеи, где победа досталась вот таким именно рабочим и крестьянам, сильным одним лишь «боевым духом» своим…

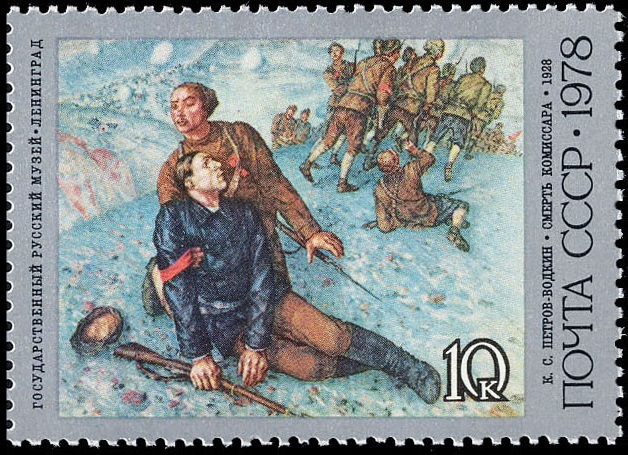
Почтовая марка СССР, 1978 год

Работы с 10-й выставки АХРР были оценены не только в Советском Союзе, но и на прошедшей в том же году международной выставке в Венеции, где с успехом экспонировалась «Смерть комиссара», в то время как имя Петрова-Водкина было помещено в Итальянскую энциклопедию. В 1962 году картина была передана из Центрального музея Вооружённых Сил в коллекцию Государственного Русского музея в Санкт-Петербурге, где и находится в настоящее время, а эскиз маслом — в Государственной Третьяковской галерее в Москве.

## Отражение в культуре
В 1978 году в серии «100 лет со дня рождения К. С. Петрова-Водкина (1878—1939)», включающей в себя 5 почтовых марок и блок, была выпущена марка с репродукцией картины «Смерть комиссара».